# PlopEgg
 (février 2021).
PlopEgg#1 est le nom d'une performance réalisée en 2014 par l'artiste suisse Milo Moiré et consistant à pondre, au-dessus d'une toile posée au sol, des œufs remplis de peinture préalablement insérés dans son vagin.

## Performance
Relevant d'une technique baptisée PlopEgg Painting, la performance exécutée par l'artiste suisse Milo Moiré en marge du salon d'art contemporain de Cologne le 16 avril 2014, a vu celle-ci, in partibus, pondre, au-dessus d'une toile de papier blanc, des œufs remplis d'encre ou de peinture acrylique insérés au préalable dans son vagin. En se brisant, la coque de l'œuf laisse se répandre son contenu en éclaboussures qui donnent des motifs colorés. La toile est ensuite pliée en deux pour produire une image symétrique évoquant un utérus. La créatrice affirme que son œuvre évoque le pouvoir créatif de la féminité (incarnée par son vagin) et que les teintes terreuses de la toile renvoient à la naissance humaine.
Milo Moiré n'est pas la première artiste à se servir de ses parties intimes pour réaliser une performance. En 2013, l'artiste australienne Casey Jenkins, avait réalisé, en public, une longue bande tricotée avec de la laine tirée de son vagin. L'expérience, intitulée Casting Off My Womb (littéralement « rabattre les mailles de mon utérus »), avait duré 28 jours, soit la durée d'un cycle menstruel. Les réactions que cette performance  avait suscitées, ont montré selon l'artiste, que la société dicte aux femmes ce qu'elles doivent faire de leur corps.

## Accueil
Pour Jonathan Jones, journaliste de The Guardian, cette performance de la pondeuse nue (naked egg layer) est absurde, gratuite, banale et rebattue. Dans un tout autre lieu qu'une manifestation culturelle officielle, on la considérerait comme une satire du vide culturel moderne. Elle est l'exemple même de l'éloignement du monde de la performance artistique par rapport aux vraies valeurs esthétiques ou à la vraie vie humaine.